# 安特利-比克斯勒症候群
安特利－比克斯勒症候群（英語：Antley–Bixler syndrome），是一種明顯的骨骼及軟骨發育不正常或異常融合，從而產生一連串顱骨缺損與畸形。
其發生率因發生數量過少而難以統計。
遺傳方面，其遺傳方式為體染色體隱性遺傳。
此病由雷·安特利（Ray M. Antley）與大衛·比克斯勒（David Bixler）兩醫生於1975年在醫學期刊首先描述此病。

## 外部連結
罕見遺傳疾病一點通